# Yahoo!リクナビ
Yahoo!リクナビ（やふーりくなび）は、かつてヤフーとリクルートが共同で運営していた求人情報サービス。
同サイトの開設以前は「Yahoo!求人情報」として情報掲載型のサービスを行っていたが、2004年4月よりヤフーがリクルートと求人領域のサービスにおいて包括提携を行い、情報提供元をリクルートに一本化した。 
2012年12月18日付でサービスを終了し、ショットワークス・シフトワークス以外の全サービスが従来の「リクナビ」ブランドに戻され、URLも変更になった。

## サービス
以下のサービスについて、Yahoo! JAPANのサービスとして展開をしていた。
- 株式会社リクルートキャリア管轄
  - リクナビNEXT（社会人向け転職情報）
  - リクルートエージェント（適職紹介）※リクルートエイブリックから名称変更
  - アントレnet（独立・開業情報）
- 株式会社リクルートジョブズ管轄
  - フロム・エー ナビ（アルバイト情報）
  - リクナビ派遣（派遣社員向け情報）
  - とらばーゆ
  - はたらいく
  - みんなの求人板
- 株式会社インディバル[2]管轄
  - ショットワークス（短期アルバイト情報）
  - シフトワークス（働ける時間と曜日で探せるアルバイト情報）

フロム・エー ナビ、リクナビ派遣、ショットワークス、リクナビ2008（2006年10月19日から）については、モバイル版でのサービスも行っている。

## 備考
新卒者向けの求人情報サイトであるリクナビについては、2011年3月卒業予定者向けの「リクナビ2011」（2009年10月オープン）よりYahoo! JAPANを離れ、リクルート単独運営のサイトとなった。これに伴いYahoo! JAPANでは新たに「Yahoo! 就職活動」をオープンさせ、リクルート以外にエン・ジャパンの情報も扱うようになっており、リクルートの独占体制はこの時点で一部ながら崩れていた。